# Ciudad Arce
Ciudad Arce é um município do departamento de La Libertad, em El Salvador. Sua população estimada em 2007 era de 30 314 habitantes. O nome do município foi nomeado em homenagem ao Manuel José Arce (1787–1847), um general e político.

## Transporte
O município de Ciudad Arce é servido pela seguinte rodovia:
- LIB-25, que liga a cidade de Quezaltepeque ao município
- LIB-38, que liga a cidade de Sacacoyo ao município
- RN-09,que liga a cidade de Coatepeque  (Departamento de Santa Ana) ao município
- CA-01, que liga o distrito de Candelaria de la Frontera (Departamento de Santa Ana) (e a Fronteira El Salvador-Guatemala, na cidade de Atescatempa - CA-01) à cidade de San Salvador (Departamento de San Salvador)
- CA-06,que liga a cidade de Coatepeque  (Departamento de Santa Ana) ao município
- LIB-21, LIB-23, LIB-43, que ligam vários cantões do município [2]